# Arbilla
Arbilla es una localidad argentina ubicada en el departamento Rosario de la provincia de Santa Fe. Se encuentra en la intersección de la Ruta Nacional A012 con la ruta provincial 18, 14 km al Sudoeste de Rosario. Pertenece al Municipio de Alvear
En 2012 sus pobladores se unieron a un reclamo de El Caramelo y La Carolina para cerrar un feed lot que ocasionaba varios trastornos a los pobladores, y el cual no podía estar a tan poca distancia de una urbanización. Luego los empleados del feed lot se manifestaron en la ruta en reclamo por la pérdida de su fuente laboral.

## Población
Cuenta con 427 habitantes (Indec, 2010), lo que representa un incremento del 37% frente a los 311 habitantes (Indec, 2001) del censo anterior.
| Gráfica de evolución demográfica de Arbilla entre 1991 y 2010 |
|                                                               |
| Fuente: Censos nacionales del INDEC                           |